# Velika nagrada Miamija
Velika nagrada Miamija (angleško Miami Grand Prix) je dirka Svetovnega prvenstva Formule 1, ki poteka od sezone 2022 na novem uličnem dirkališču Miami International Autodrome v predmestju Miamija Miami Gardens v ameriški zvezni državi Florida.

## Zgodovina
Odvijanje dirke za Veliko nagrado Miamija v sklopu Svetovnega prvenstva Formule 1 je bilo prvič uradno predloženo leta 2018, pri čemer je bila premierna dirka načrtovana že za naslednjo sezono 2019. Dirke na koncu ni bilo, saj se je zapletlo z gradbenimi in razvojnimi načrti na lokaciji v središču Miamija in bližini mestnega pristanišča, kjer je prvotno imelo biti urejeno novo ulično dirkališče. Kasneje je bil vložen predlog za preselitev dirke na lokacijo v predmestju Miami Gardens, medtem ko je novo ulično dirkališče imelo biti urejeno na ulicah in parkiriščih okrog stadiona Hard Rock Stadium. Nova premierna dirka je bila načrtovana za sezono 2021, a do nje znova ni prišlo.
Nazadnje je bila premierna dirka za Veliko nagrado Miamija uvrščena v koledar dirk za sezono 2022 ter je bilo odločeno, da se bo odvijala na omenjeni lokaciji okrog stadiona Hard Rock Stadium. Podpisana je bila pogodba za organizacijo dirk, ki je veljavna deset let. ZDA po uvedbi Velike nagrade Miamija gostijo dve dirki Formule 1, saj bo še naprej potekala tudi Velika nagrada ZDA na dirkališču Circuit of the Americas v Teksasu. Prva dirka za Veliko nagrado Miamija je bila na sporedu 8. maja 2022 kot peta dirka sezone. Zmago je dosegel Max Verstappen iz moštva Red Bull Racing.
Dirka za Veliko nagrado Miamija se je drugič odvijala 7. maja 2023. Znova je zmagal Verstappen pri moštvu Red Bull Racing, kljub temu, da je štartal šele z devetega položaja. Drugo mesto je osvojil Verstappnov moštveni kolega Sergio Pérez, ki je štartal z najboljšega položaja, tretje mesto pa Fernando Alonso iz moštva Aston Martin.
Na tretji dirki za Veliko nagrado Miamija, ki je potekala 5. maja 2024, je svojo prvo zmago v Formuli 1 dosegel Lando Norris iz moštva McLaren, na stopničke pa sta se uvrstila še Verstappen in Charles Leclerc. Četrta dirka za Veliko nagrado Miamija je bila na sporedu 4. maja 2025, ko je moštvo McLaren prišlo do dvojne zmage. Prvi je bil Oscar Piastri, drugi Norris, tretji pa George Russell iz moštva Mercedes.

## Zmagovalci
| Leto | Dirkač         | Konstruktor                | Poročilo |
| ---- | -------------- | -------------------------- | -------- |
| 2025 | Oscar Piastri  | McLaren-Mercedes           | Poročilo |
| 2024 | Lando Norris   | McLaren-Mercedes           | Poročilo |
| 2023 | Max Verstappen | Red Bull Racing-Honda RBPT | Poročilo |
| 2022 | Max Verstappen | Red Bull Racing-RBPT       | Poročilo |